# IC 990
IC 990 ist eine linsenförmige Galaxie vom Hubble-Typ S0 im Sternbild Bärenhüter am Nordsternhimmel. Sie ist schätzungsweise 347 Millionen Lichtjahre von der Milchstraße entfernt und hat einen Durchmesser von etwa 60.000 Lj.

Im selben Himmelsareal befinden sich u. a. die Galaxien NGC 5515, NGC 5536 und NGC 5541. 
Das Objekt wurde am 31. Mai 1886 vom französischen Astronomen Guillaume Bigourdan entdeckt.